# Hylesia iola
Hylesia iola är en fjärilsart som beskrevs av Dyar 1913. Hylesia iola ingår i släktet Hylesia och familjen påfågelsspinnare. Inga underarter finns listade i Catalogue of Life.